# Puigpelat (kommun)
Puigpelat är en kommun i Spanien.   Den ligger i provinsen Província de Tarragona och regionen Katalonien, i den östra delen av landet, 400 km öster om huvudstaden Madrid. Antalet invånare är 1 024. Arean är 9,6 kvadratkilometer. Puigpelat gränsar till Alió, Bràfim, Vilabella, Nulles, Vallmoll och Valls. 
Terrängen i Puigpelat är platt.